# Hotsonite
La hotsonite est un minéral de formule Al11(PO4)2(SO4)3(OH)21•16H2O. Le nom provient de la ferme « Hotson 42 », située à 65 km à l'ouest de la ville de Pofadder, dans le Bushmanland, au nord-ouest de la province du Cap, en Afrique du Sud. C'est une région aride avec une pluviométrie moyenne de 76 mm par an. Le nom a été approuvé par la Commission sur les nouveaux minéraux et les noms de minéraux de l'Association internationale de minéralogie  (IMA–CNMNC) en juillet 1983. Il est chimiquement lié à la sanjuanite et à la kribergite.

## Découverte et occurrence
La hotsonite a été découverte lors de recherche de roches métamorphiques alumineuses en 1982 dans une carrière de sillimanite abandonnée. Les deux auteurs principaux ont échantillonné des veines et des incrustations particulières de matériau blanc à grain fin cryptocristallin. Un de ces matériaux révéla des propriétés correspondantes à aucun minéral connu.
Le minéral se trouve étroitement avec la zahérite de formule Al12(SO4)5(SO4)3(OH)26•20H2O. 
La hotsonite a été trouvée dans six gisements dans le monde, deux en Afrique du Sud, deux en Chine, un en Éthiopie, et un en Russie,.

## Propriétés physiques
Ses propriétés physiques sont similaires à celles d'autres sulfates alumineux hydratés et de certains phosphates. Elle se présente sous la forme d'une craie blanche avec un éclat terne à soyeux et une fracture terreuse. Lorsqu'elle est observé sous un grossissement de 500 fois, Elle a un aspect floconneux. La hotsonite est blanche, de faible granulométrie. La dureté Mohs est de 2,5, et avec une valeur de densité de 2,060 à 2,068. 

## Composition chimique
L'analyse chimique suivante a été réalisée par fluorescence X et celle de l'eau incluse a été calculée avec la méthode de Penfield.
| Oxyde | poids % |
| ----- | ------- |
| SiO2  | 0,35    |
| Al2O3 | 39,15   |
| Fe2O3 | 0,03    |
| MgO   | 0,28    |
| CaO   | 0,24    |
| Na2O  | 0,21    |
| K2O   | 0,00    |
| P2O5  | 9,85    |
| SO3   | 16,80   |
| H2O   | 33,30   |
| Total | 100,21  |
| [ 2 ] |         |

## Informations de diffraction
(Septembre 2022).
Sa qualité peut être largement améliorée en utilisant un vocabulaire plus directement compréhensible.
| Données par diffraction de poudre | Données par diffraction de poudre | Données par diffraction de poudre | Données par diffraction de poudre |
| d(obs)                            | d(calc)                           | (hkl)                             | l/l                               |
| --------------------------------- | --------------------------------- | --------------------------------- | --------------------------------- |
| 10,05                             | 10,05                             | 010                               | 100                               |
| 8,45                              | 8,42                              | 11-1                              | 40                                |
| 6,13                              | 6,11                              | 011                               | 1                                 |
| 5,48                              | 5,50                              | 111                               | 1                                 |
| 5,20                              | 5,19                              | 11-2                              | 10                                |
| 5,01                              | 5,03                              | 020                               | 10                                |
| 4,97                              | 4,97                              | 1-1-1                             | 2                                 |
| 4,77                              | 4,76                              | 20-1                              | 2                                 |
| 4,63                              | 4,64                              | 10-2                              | 20                                |
| 4,43                              | 4,43                              | 220                               | 10                                |
| 4,34                              | 4,34                              | 21-2                              | 7                                 |
| 3,91                              | 3,91                              | 012                               | 7                                 |
| 3,67                              | 3,67                              | 2-1-1                             | 10                                |
| 3,62                              | 3,63                              | 2-11                              | 2                                 |
| 3,46                              | 3,46                              | 1-2-1                             | 6                                 |
| 3,30                              | 3,31                              | 22-3                              | 1                                 |
| 3,13                              | 3,14                              | 33-2                              | 3                                 |
| 3,08                              | 3,08                              | 311                               | 2                                 |
| 2,97                              | 2,97                              | 30-2                              | 1                                 |
| 2,87                              | 2,87                              | 24-1                              | 2                                 |
| 2,83                              | 2,83                              | 12-2                              | 2                                 |
| 2,75                              | 2,75                              | 222                               | 1                                 |
| 2,68                              | 2,68                              | 34-1                              | 1                                 |
| 2,58                              | 2,60                              | 22-4                              | 1                                 |
| 2,56                              | 2,56                              | 04-2                              | 1                                 |
| 2,47                              | 2,47                              | 430                               | 1                                 |
| 2,41                              | 2,41                              | 411                               | 1                                 |
| 2,34                              | 2,34                              | 241                               | 1                                 |
| 2,32                              | 2,32                              | 20-4                              | 1                                 |
| 2,28                              | 2,28                              | 2-32                              | 1                                 |
| 2,25                              | 2,25                              | 344                               | 1                                 |
| 2,23                              | 2,23                              | 35-1                              | 1                                 |
| 2,17                              | 2,17                              | 511                               | 1                                 |
| 2,14                              | 2,14                              | 303                               | 1                                 |
| 2,11                              | 2,11                              | 510                               | 1                                 |
| 2,06                              | 2,06                              | 41-4                              | 1                                 |
| 2,01                              | 2,01                              | 050                               | 1                                 |
| 1,984                             | -                                 | -                                 | 1                                 |
| 1,944                             | -                                 | -                                 | 2                                 |
| 1,921                             | -                                 | -                                 | 1                                 |
| 1,900                             | -                                 | -                                 | 1                                 |
| 1,867                             | -                                 | -                                 | 1                                 |
| 1,844                             | -                                 | -                                 | 1                                 |
| 1,782                             | -                                 | -                                 | 3                                 |
| 1,687                             | -                                 | -                                 | 1                                 |
| 1,682                             | -                                 | -                                 | 1                                 |
| 1,665                             | -                                 | -                                 | 1                                 |
| 1,585                             | -                                 | -                                 | 2                                 |
| 1,539                             | -                                 | -                                 | 1                                 |
| 1,526                             | -                                 | -                                 | 1                                 |
| 1,495                             | -                                 | -                                 | 1                                 |
| 1,462                             | -                                 | -                                 | 1                                 |
| 1,449                             | -                                 | -                                 | 1                                 |
| 1,407                             | -                                 | -                                 | 1                                 |
| 1,378                             | -                                 | -                                 | 1                                 |
| 1,368                             | -                                 | -                                 | 1                                 |
|                                   |                                   |                                   |                                   |